# Le due verità (miniserie televisiva)
Le due verità (Ordeal by Innocence) è una miniserie televisiva britannica del 2018, basata sull'omonimo romanzo di Agatha Christie.
Originariamente la miniserie era destinata ad essere trasmessa come parte della programmazione natalizia della BBC, ma è stata ritirata dai palinsesti a causa delle accuse di violenza sessuale che coinvolgevano Ed Westwick. L'attore è stato poi sostituito da Christian Cooke, che ha rigirato le scene destinate a Westwick.

## Trama
La ricca ereditiera Rachel Argyll viene trovata morta nella sua casa sontuosa dove vive con suo marito Leo, i cinque figli adottivi Mary, Mickey, Jack, Tina e Hester, e la loro cameriera Kirsten Lindquist. Jack viene arrestato per il crimine mentre le sue impronte digitali vengono trovate sulla presunta arma del delitto. Viene ucciso in prigione prima che possa essere processato. Diciotto mesi dopo, Leo è in procinto di sposare la sua segretaria Gwenda Vaughn, con grande sgomento dei suoi figli. Arriva un uomo di nome Arthur Calgary che fornisce un alibi per Jack: gli aveva dato un passaggio al momento dell'omicidio. Calgary afferma di aver lavorato nell'Artico in seguito all'assassinio, del quale sarebbe appena giunto a conoscenza. Leo crede che sia un ciarlatano e Mickey lo minaccia. Calgary viene poi avvicinato dal marito di Mary, Philip Durrant, che serba rancore per gli Argyll dopo essere rimasto paralizzato in seguito ad un incidente d'auto. Propone di lavorare insieme per cercare di estorcere denaro alla famiglia, ma Calgary rifiuta l'offerta promettendo però di riabilitare il nome di Jack. I flashback rivelano che Rachel era una madre crudele, e non amorevole, che alienava tutti i suoi figli, lasciando ognuno di loro con un motivo per ucciderla.
Mentre Calgary ritorna alla tenuta degli Argyll, un'auto prova a investirlo ma si schianta, uccidendo l'autista. Questi era Bellamy Gould, il detective della polizia che indagò sull'omicidio di Rachel. Calgary si incontra con Leo e ammette di aver mentito sul suo passato: egli era in realtà uno scienziato che aveva lavorato alla bomba atomica e ha sofferto di un crollo mentale a causa del senso di colpa. La notte dell'omicidio era fuggito da un manicomio e venne ricatturato dopo aver dato a Jack un passaggio. Dice anche di aver visto qualcun altro sulla strada quella notte. Durrant, essendosi inimicato molti membri della famiglia, si confronta con l'assassino, che lo uccide per overdose.
Il mattino seguente, il corpo di Durrant viene scoperto da Leo e Calgary. I figli Argyll e Kirsten iniziano a ricostruire ciò che è successo. I flashback mostrano gli eventi che portarono all'omicidio. Jack, nel tentativo di pungolare sua madre, le dice che Mickey e Tina erano diventati amanti. Lei, a sua volta, gli rivela che Kirsten è la sua madre biologica e Leo suo padre, il che lo fa fuggire dalla casa. Rachel scopre che Leo ha una relazione con Gwenda e minaccia di divorziare da lui, così lui la uccide con una delle sue statuette egiziane. Bellamy Gould aiuta quindi a incastrare Jack, essendo rabbioso a causa di una relazione che Jack aveva avuto con sua moglie. Per impedire a Jack di rivelare la verità sui suoi genitori, Leo e Bellamy cospirano anche per farlo uccidere prima di poter essere processato. Nel presente, Calgary viene portato all'ospedale psichiatrico su raccomandazione di Leo. In seguito, Kirsten e i fratelli affrontano Leo, essendo ormai a conoscenza del suo crimine. Più tardi quel giorno, la polizia cerca Leo, che è scomparso. Qualche tempo dopo, i fratelli Argyll vanno a trovare Calgary all'ospedale psichiatrico, mentre Kirsten controlla Leo, che è imprigionato nel rifugio antiaereo della famiglia.

## Puntate
| nº | Titolo originale | Prima TV UK    | Prima TV Italia |
| -- | ---------------- | -------------- | --------------- |
| 1  | Episode 1        | 1º aprile 2018 | 26 ottobre 2018 |
| 2  | Episode 2        | 8 aprile 2018  | 26 ottobre 2018 |
| 3  | Episode 3        | 15 aprile 2018 | 26 ottobre 2018 |

## Personaggi e interpreti
- Leo Argyll[2][3], interpretato da Bill Nighy, doppiato da Stefano De Sando.
- Jack Argyll, interpretato da Anthony Boyle, doppiato da Luca Mannocci.
  - Jack da giovane, interpretato da Luke Murray
- Rachel Argyll[4], interpretata da Anna Chancellor, doppiata da Franca D'Amato.
- Kirsten Lindstrom[5], interpretata da Morven Christie, doppiata da Ilaria Latini.
  - Kirsten da giovane, interpretata da Alexandra Finnie
- Tina Argyll, interpretata da Crystal Clarke, doppiata da Gemma Donati.
  - Tina da giovane, interpretata da Abigail Conteh
- Mickey Argyll[6], interpretato da Christian Cooke, doppiato da Daniele Raffaeli.
  - Mickey da giovane, interpretato da Rhys Lambert
- Gwenda Vaughn, interpretata da Alice Eve, doppiata da Domitilla D'Amico.
- Philip Durrant, interpretato da Matthew Goode, doppiato da Stefano Crescentini.
- Hester Argyll, interpretata da Ella Purnell, doppiata da Lucrezia Marricchi.
  - Hester da giovane, interpretata da Hayden Robertson
- Mary Durrant, interpretata da Eleanor Tomlinson, doppiata da Francesca Manicone.
  - Mary da giovane, interpretata da Catriona McNicholl
- Dott. Arthur Calgary, interpretato da Luke Treadaway, doppiato da Davide Perino.
- Bellamy Gould, interpretato da Brian McCardie
- Lydia Gould[2], interpretata da Frances Grey
- Clive[7], interpretato da Sammy Moore
- Dott. Edwin Morsuch[7], interpretato da Sandy Welch
- Simon[5], interpretato da Sandy Batchelor
- Dottore[5], interpretato da Stuart McQuarrie

## Produzione

### Sviluppo
La miniserie è stata scritta da Sarah Phelps, che aveva già lavorato ad altri due adattamenti televisivi di Agatha Christie (Dieci piccoli indiani e Testimone d'accusa). Phelps ha ammesso di aver cambiato alcuni elementi della storia, in particolare il finale, e quando le è stato chiesto cosa pensassero i puristi, lei ha risposto: 
Tuttavia, la BBC e Phelps sono stati criticati per aver cambiato la trama. Molti utenti infatti, hanno affermato che Agatha Christie sapeva di cosa stava scrivendo. Un utente, scrisse: 
La serie originariamente doveva essere trasmessa durante le vacanze di Natale e Capodanno del 2017/2018, ma è stata cancellata a causa delle accuse di aggressione sessuale contro l'attore Ed Westwick. La sua trasmissione è avvenuta durante il periodo di Pasqua del 2018.

### Riprese
La serie è stata girata nella città di Inverkip, nel distretto di Inverclyde, a ovest di Glasgow. La Ardgowan House è stata usata come casa della famiglia Argyll.

## Riprese aggiuntive in seguito alle accuse contro Westwick
A riprese già completate, l'attore che interpretava la parte di Mickey Argyll (Ed Westwick) venne accusato da due donne di violenza sessuale, avvenuta nel 2014. In seguito ad altre accuse di violenza risalenti al 2017, la BBC decise di rinviare la messa in onda della miniserie in attesa di un'indagine sulle accuse contro Westwick.
Quando una terza donna si fece avanti per denunciare un'altra violenza del 2014, la BBC scritturò un nuovo attore e rigirò le stesse scene di Westwick con Christian Cooke. La BBC spiegò che, come aveva già fatto in precedenza Ridley Scott con Tutti i soldi del mondo (sostituendo Kevin Spacey con Christopher Plummer), decise di ripetere anche le riprese, per cui, secondo le parole del network, "centinaia e centinaia di ore di duro lavoro sarebbero andate perse". Westwick, dal canto suo, ha negato strenuamente le accuse e ha affermato che nulla era stato dimostrato.
Quarantacinque minuti di riprese, in 35 scene sono state rigirate in 12 giorni con Christian Cooke. Gli altri attori della produzione sono stati richiamati sul set ma, mentre la maggior parte di loro sono riusciti a trovare il tempo posticipando altri lavori (un addetto alla produzione ha detto che erano molto impegnati), non tutti erano sul set insieme allo stesso momento. Alice Eve, che ha interpretato Gwenda Vaughn, non è riuscita a tornare dall'America in tempo ed è stata inserita nelle nuove riprese con la tecnica dello split screen. L'attore Christian Cooke ha elogiato lo staff della produzione per aver organizzato le cose così in fretta, nonostante in una scena sia visibile il vapore del suo fiato nell'aria gelida (per riprese aggiuntive fatte a gennaio, poi unite a quelle originali in piena estate). Anche la maggior parte dei critici ha convenuto che le riprese siano andate molto bene e che la continuità tra quelle precedenti e quelle rigirate sia perfetta e "incredibilmente indistinguibile".

## Accoglienza

### Critica
La miniserie è stata accolta positivamente dalla critica, che ne ha lodato la regia e lo stile, nonostante le differenze nella trama. Sull'aggregatore di recensioni Rotten Tomatoes ha un indice di gradimento del 94% con un voto medio di 7,38 su 10, basato su 31 recensioni. Il commento consensuale del sito recita: "Un classico pezzo d'epoca britannico che prende il suo tempo, Le due verità soddisferà sia i fan che i novizi di Agatha Christie". Su Metacritic, invece ha un punteggio di 71 su 100, basato su 10 recensioni.
Michael Hogan, scrivendo per il Sunday Telegraph, ha dato all'episodio quattro stelle su cinque, ammettendo che "inizialmente era pesante e confusionario", ma che in seguito "il ritmo ha scelto costantemente su [e] entro la fine dell'ora". Anche Ed Cumming della stessa rivista, scrive che la trama è "tesa" e ha messo in dubbio la necessità di tre episodi.

## Luoghi delle riprese
- Proprio come molti altri romanzi e storie di Agatha Christie, Le due verità è ambientato nella West Country.[19] La serie è invece ambientata in Scozia, a Inverkip.[20]